# Nikolaj Gavrilovič Černyšëv
Nikolaj Gavrilovič Černyšëv (in russo  Никола́й Гаври́лович Чернышёв ?; Kazan', 9 settembre 1906 – Mosca, 2 gennaio 1953) è stato un ingegnere sovietico.
Si laureò presso l’Istituto di Tecnologia Chimica di Leningrado (Ленинградского химико-технологического института) nel 1932. Dal 1933 lavorò presso il Laboratorio di Gas Dinamica di Leningrado collaborando ai test in campo missilistico e nella produzione di razzi. A partire dal 1941 partecipò alla II guerra mondiale rimanendo ferito alla testa. Nel 1942 fu ritirato dal fronte e utilizzato in centri di ricerca e test di razzi per poi essere inviato in Polonia, Romania e Germania per seguire i progressi realizzati dai tedeschi in campo missilistico durante la guerra. Dal 1946 al 1953 fu a capo di centri per lo sviluppo di missili antiaerei a combustibile liquido. Pubblicò anche testi di divulgazione scientifica sui voli spaziali. 
A Nikolaj Gavrilovic Chernyshev la UAI ha intitolato il cratere lunare Chernyshev